# (6040) 1990 DK3
(6040) 1990 DK3 es un asteroide perteneciente al cinturón de asteroides, región del sistema solar que se encuentra entre las órbitas de Marte y Júpiter, más concretamente a la familia de Herta, descubierto el 24 de febrero de 1990 por Henri Debehogne desde el Observatorio de La Silla, Chile.

## Designación y nombre
Designado provisionalmente como 1990 DK3. 

## Características orbitales
1990 DK3 está situado a una distancia media del Sol de 2,404 ua, pudiendo alejarse hasta 2,754 ua y acercarse hasta 2,055 ua. Su excentricidad es 0,145 y la inclinación orbital 2,430 grados. Emplea 1362,25 días en completar una órbita alrededor del Sol.

## Características físicas
La magnitud absoluta de 1990 DK3 es 14,7. 